# Nove Rainhas
Nove Rainhas (em castelhano:  Nueve reinas) é um filme argentino lançado em 2000, com roteiro e direção de Fabián Bielinsky. É protagonizado por Gastón Pauls e Ricardo Darín. O filme foi indicado para 28 prêmios e ganhou 21 deles.
O seu roteiro foi posteriormente adaptado pelo filme Criminal, de 2004, dirigido por Gregory Jacobs. É considerado um dos representantes do Novo Cinema Argentino.

## Sinopse
Marcos (Ricardo Darín) e Juan (Gastón Pauls) são dois picaretas que estão prestes a dar o golpe de suas vidas. Os dois se conhecem numa madrugada, após Juan tentar dar um golpe em um balconista, e resolvem se unir para participar de uma negociação milionária, envolvendo uma série de selos falsificados conhecidos como "Nove Rainhas". Um milionário espanhol está interessado em comprar a série, mas como deixará a cidade ao amanhecer o negócio precisa ser realizado imediatamente. Com isso, o veterano Marcos ensina a Juan os segredos do ofício e a cada passo que dão encontram novos ladrões e farsantes, sendo que não poderão confiar em ninguém, nem mesmo um no outro.

## Elenco
- Gastón Pauls — Juan
- Ricardo Darín — Marcos
- Leticia Brédice — Valeria
- Tomás Fonzi — Federico
- Graciela Tenenbaum — Empregado da loja de conveniência
- María Mercedes Villagra — Empregado da loja de conveniência 2
- Gabriel Correa — Gerente de loja de conveniência
- Pochi Ducasse — Tia
- Luis Armesto — Garçom do bar
- Ernesto Arias — Gerente do bar
- Amancay Espíndola — Mulher no elevador
- Isaac Fajm — Fornecedor
- Jorge Noya — Aníbal
- Oscar Nuñez — Sandler
- Ignasi Abadal — Vidal Gandolfo
- Carlos Lanari — Homem do celular
- Alejandro Awada — Washington
- matheus viana—cafetão

## Recepção
Nove Rainhas teve aclamação por parte da crítica especializada. Com base em 30 avaliações profissionais, alcançou uma pontuação de 80% no Metacritic.
Em avaliações favoráveis, do The Boston Globe, Jonathan Perry disse: "Filme elaborado em camadas sobre esquemas e mais esquemas que se acumulam mais rápido do que os chips em uma mesa de blackjack. A outra metade é perceber, aproximadamente na metade do filme, que você não vai descobrir isso até que esteja terminado."
Do Charlotte Observer, Lawrence Toppman: "Tem mais torcida que Pacific Coast Highway e mais camadas do que uma pilha de panquecas de prata em dólares. Se você pode envolver sua mente em torno de uma condição improvável, a imagem proporciona prazer puro para os conhecedores de vigaristas cinematográficos."
The A.V. Club, Keith Phipps: "A estreia de Bielinsky tem uma imagem boa, mas no seu melhor, ele consegue ainda mais, apresentando a profissão como um estilo de vida com ramificações quase existenciais."
L.A. Weekly, Paul Malcolm: "Diabólico, 'Nove Rainhas do escritor-diretor Fabián Bielinsky serve mais como uma prova de que a indústria cinematográfica da Argentina está na vanguarda de um cinema latino-americano ressurgente."
New York Magazine (Vulture), Peter Rainer: "Se Nove Rainhas for um grande filme, em vez de apenas muito bom, este corroído seria tão penetrante que ele iria estourar os limites do lote; nos faria estremecer."
The Miami Herald, Rene Rodriguez: "Mas para todas as mentes dúplices que brincam uns com os outros na tela, o melhor vigarista de Nove Rainhas acaba por ser o próprio Bielinsky - e seu alvo é o público."
TV Guide, Maitland McDonagh: " A inteligente estreia do Bielinsky, o suspense imensamente divertido cuja conclusão absurda em nada diminui a diversão de chegar lá."

## Distribuição
O filme estreou na Argentina em 31 de agosto de 2000, sendo um dos grandes sucessos cinematográficos do ano no país, com mais de um milhão e meio de espectadores e arrecadando mais de 5 milhões de pesos. Seu lançamento em VHS foi em 9 de fevereiro de 2001, e em DVD em 1 de outubro de 2002.
O filme foi apresentado em vários festivais de cinema, tais como Festival de Telluride, dos Estados Unidos; o Festival Internacional de Cinema de Toronto, do Canadá; o Medellín de Película, da Colômbia; o Festival Internacional de Portland, dos Estados Unidos; o München Fantasy Filmfest, da Alemanha; o Festival Internacional da Noruega, deste país, e o Grande Prêmio Cinema Brasil, entre outros.
No Brasil, o filme estreou em 7 de junho de 2001.

## Prêmios e indicações
Festival Internacional de Cinema de Mar del Plata 2001 (Argentina)
- Recebeu o Prêmio da ADF e melhor fotografia (Marcelo Camorino).

Grande Prêmio Cinema Brasil 2002 (Brasil)
- Indicado na categoria de melhor filme estrangeiro.

British Independent Film Awards 2002 (Reino Unido)
- Indicado na categoria de melhor filme estrangeiro.

Festival de Cinema de Bogotá 2001 (Colômbia)
- Ganhou o prêmio do público (Fabián Bielinsky).

Festival de Cinema de Lima 2001 (Peru)
- Venceu o Primeiro Prêmio Elcine (Fabián Bielinsky).

Fantasporto 2002 (Portugal)
- Venceu na categoria de melhor roteiro (Fabián Bielinsky).

Mostra de Cinema Latino-americano de Lleida 2001 (Espanha)
- Ganhou o prêmio do público (Fabián Bielinsky) e melhor diretor (Fabián Bielinsky).

Associação de Críticos de Cinema da Argentina 2001 (Argentina)
- Recebeu o Condor de Prata nas categorias de melhor filme, melhor diretor (Fabián Bielinsky), melhor ator (Ricardo Darín), melhor atriz coadjuvante (Elsa Berenguer), melhor roteiro (Fabián Bielinsky), melhor fotografia (Marcelo Camorino) e melhor montagem (Sergio Zottola).
- Indicado na categoria de melhor direção artística (Marcelo Salvioli).
- Indicado na categoria de melhor estreia cinematográfica (Fabián Bielinsky).

Festival Internacional Biarritz de Cinema Latino-americano 2001 (França)
- Venceram na categoria de melhor ator (Ricardo Darín) e (Gastón Pauls).

Festival de Cinema do Sul 2001 (Noruega)
- Ganhou o prêmio do público (Fabián Bielinsky).

Festival de Trieste 2001 (Itália)
- Venceu na categoria de melhor roteiro (Fabián Bielinsky).

Festival do Filme Policial de Cognac 2002 (França)
- Venceu o Grande Prêmio (Fabián Bielinsky).

Festival Internacional de Portland 2002 (Estados Unidos)
- Ganhou o prêmio do público (Fabián Bielinsky).

Prêmios Sant Jordi 2002 (Espanha)
- Venceu na categoria de melhor ator estrangeiro (Ricardo Darín).

AFI Fest 2001 (Estados Unidos)
- Indicado ao Prêmio do Grande Jurado (Fabián Bielinsky).

Prêmios da Sociedade de Críticos de Cinema de Phoenix 2003 (Estados Unidos)
- Indicado na categoria de melhor filme estrangeiro.